# Пайновский, Камиль
Камиль Пайновский (пол. Kamil Pajnowski; род. 28 января 1998, Бяла-Подляска) — польский футболист, защитник мелецкой «Стали».

## Карьера

### Начало карьеры
Футбольную карьеру начинал таких футбольных академиях польского города Бяла-Подляска, как «Ягеллончик» и ТОП 54. В 2011 году футболист выступал за варшавскую «Дельту», откуда через год вернулся в ТОП 54. В 2014 году футболист перебрался в белостокскую «Ягеллония», где выступал за юношескую и вторую команды клуба. В 2015 году также несколько раз попадал в основную заявку клуба, однако так за неё и не дебютировал. В августе 2017 года футболист перешёл в клуб «Подляшье», вместе с которым стал выступать в Третьей лиге.

### «Гурник» Ленчна
В июле 2018 года футболист перешёл в клуб «Гурник». Дебютировал за клуб 21 июля 2018 года в матче против клуба «Гриф», выйдя на поле в стартовом составе. Первым результативным действием за клуб футболист отличился 11 августа 2018 года в матче против хожувского «Руха», отдав голевую передачу. Футболист быстро закрепился в основной команде клуба, за первую половину сезона отличившись 2 результативными передачами.

#### Аренда в «Мотор» Люблин
В феврале 2019 года футболист на правах арендного соглашения перешёл в люблинский «Мотор». Дебютировал за клуб 9 марта 2019 года в матче против клуба «Орлента», выйдя на поле в стартовом составе. Дебютным голами за клуб футболист отличился 30 марта 2019 года в матче против клуба «Спартакус», оформив хет-трик. Футболист быстро закрепился в основной команде, однако почти до конца сезона не играл из-за травмы. По окончании срока арендного соглашения покинул клуб.

#### Возвращение в «Гурник»
Новый сезон футболист начал с матча 27 июля 2019 года против краковского клуба «Гарбарня», выйдя на поле в стартовом составе. Однако вскоре футболист потерял место в стартовом составе, весь сезон проведя на скамейке запасных, при этом став победителем Второй лиги. Свой дебютный матч в Первой лиге сыграл 30 сентября 2020 года против клуба «Хробры Глогув», выйдя на поле в стартовом составе. На протяжении всего сезона футболист продолжал оставаться игроком скамейки запасных. Также вместе с клубом по итогу этапа плей-офф смог получить повышение в высший дивизион.
Новый сезон футболист начал 6 августа 2021 года с дебютного матча в польском чемпионате против познанской «Варты», выйдя на замену на 59 минуте. Вскоре футболист смог закрепиться в стартовом составе клуба, став ключевым защитником, однако в начале 2022 года выбыл из распоряжения клуба до конца сезона, который по итогу вылетел в Первую лигу.

### «Сталь» Жешув
В августе 2022 года футболист на правах свободного агента перешёл в жешувскую «Сталь», с которой заключил однолетний контракт. Дебютировал за клуб 1 октября 2022 года в матче против клуба «Ресовия», выйдя на поле в стартовом составе. Дебютный гол за клуб забил 3 июня 2023 года в матче против клуба «Скра». Вместе с клубом вышел в раунд плей-офф на повышение в классе, где 6 июня 2023 года уступил клубу «Брук-Бет Термалика». На протяжении всего сезона футболист был преимущественно игроком скамейки запасных, покинув клуб по окончании действия контракта.

### «Сталь» Мелец
В июле 2023 года футболист стал игроком мелецкой «Стали», с которой заключил двухлетний контракт. Дебютировал за клуб 22 июля 2023 года в матче против «Краковии», выйдя на поле в стартовом составе.

## Достижения
«Гурник» Ленчна
- Победитель Второй лиги: 2019/20